# جائزة الصين الكبرى للدراجات النارية 2006
جائزة الصين الكبرى للدراجات النارية 2006 هو سباق دراجات نارية أقيم بتاريخ 14 مايو 2006 في حلبة شانغهاي الدولية. كان الجولة الرابعة من أصل 17 في سباق الجائزة الكبرى للدراجات النارية موسم 2006. فاز الإسباني داني بيدروسا بفئة الموتو جي بي بينما جاء الأمريكي نيكي هايدن في المركز الثاني وحصل على المركز الثالث الأمريكي كولين إدواردز.

## وصلات خارجية
- الموقع الرسمي